# Quintanilla San García
Quintanilla San García est une commune d'Espagne dans la communauté autonome de Castille-et-León, province de Burgos. Elle s'étend sur 45,75 km2 et comptait environ 115 habitants en 2011.